# Tribrode
Tribrode es un pueblo ubicado en el municipio de Veliko Gradište, en el distrito de Braničevo, Serbia.

## Superficie
Posee una superficie de 8,034 kilómetros cuadrados.

## Demografía
Hasta 2011 la población era de 457 habitantes, con una densidad de población de 56,89 habitantes por kilómetro cuadrado.